# فضة النوبية
فضة النوبية هي جارية أسلمت في عهد النبي محمد، وكانت تخدم فاطمة الزهراء، وكانت تشاطِرُهَا الخدمة، ليس هناك أي مصدر تعرض لترجمتها أو الحديث عنها وإنما فقط فلم يُذكر أكثر من اسمها.

## نسبها
هي فِضَّةُ الْنُّوبِيَّةُ، وقيل في نسبها عدة أقوال منها:
1. أنها ابنة ملك الهند.[4][5]
2. أنها كانت من بين الجواري التي أهداها ملك الحبشة إلى النبي محمد.[5][6]
3. أنها بنت أحد ملوك الحبشة.[5][7]

## حياتها
روى عبد الله بن عباس قال: في قوله تعالى: ﴿يُوفُونَ بِالنَّذْرِ وَيَخَافُونَ يَوْمًا كَانَ شَرُّهُ مُسْتَطِيرًا وَيُطْعِمُونَ الطَّعَامَ عَلَى حُبِّهِ مِسْكِينًا وَيَتِيمًا وَأَسِيرًا﴾، قال: مرض الحسن والحسين، فعادهما جدهما رسول الله  وعادهم عامة العرب، فقالوا: «يا أبا الحسن، لو نذرت على ولدك نذرًا». فقال علي: «إن برآ مما بهما صمت لله عز وجل ثلاثة أيام شكرًا». وقالت فاطمة كذلك، وقالت جارية يقال لها فضة نوبية: «أن برأ سيداي صمت لله عز وجل شكرًا». فأُلبس الغلامان العافية، وليس عند آل محمد قليل ولا كثير. فانطلق علي إلى شمعون الخيبري فاستقرض منه ثلاثة آصُع من شعير، فجاء بها فوضعها، فقامت فاطمة إلى صاع فطحنته واختبزته، وصلى عليّ مع رسول الله ، ثم أتى المنزل فوضع الطعام بين يديه، إذ أتاهم مسكين فوقف بالباب، فقال: «السلام عليكم أهل بيت محمد، مسكين من أولاد المسلمين، أطعموني أطعمكم الله عز وجل على موائد الجنة». فسمعه عليّ، فأمرهم فأعطوه الطعام. ومكثوا يومهم وليلتهم لم يذوقوا إلا الماء. فلما كان اليوم الثاني قامت فاطمة إلى صاع وخبزته، وصلى عليّ مع النبي ، ووضع الطعام بين يديه، إذ أتاهم يتيم فوقف بالباب، وقال: «السلام عليكم أهل بيت محمد، يتيم بالباب من أولاد المهاجرين، استشهد والدي، أطعموني». فأعطوه الطعام، فمكثوا يومين لم يذوقوا إلا الماء. فلما كان اليوم الثالث قامت فاطمة إلى الصاع الباقي فطحنته واختبزته، فصلى عليّ مع النبي ، ووضع الطعام بين يديه، إذ أتاهم أسير فوقف بالباب وقال: «السلام عليكم أهل بيت النبوة، تأسروننا وتشدوننا ولا تطعموننا، أطعموني فإني أسير». فأعطوه الطعام ومكثوا ثلاثة أيام ولياليها لم يذوقوا إلا الماء. فأتاهم رسول الله  فرأى ما بهم من الجوع، فأنزل الله تعالى: ﴿هَلْ أَتَى عَلَى الْإِنسَانِ حِينٌ مِّنَ الدَّهْرِ﴾ إلى قوله: ﴿لَا نُرِيدُ مِنكُمْ جَزَاءً وَلَا شُكُورًا﴾.
ورد أن النبي علَّمَها دعاءً تَدْعُو به، وهو: «يا واحد، ليس كمثله أحَد، تميت كلَّ أحدٍ، وتفني كل أحد، وأنْتَ على عرشك واحد، ولا تأخذه سِنَةٌ ولا نوم».